# Stefan Maletić (Fußballspieler)
Stefan Maletić (* 9. April 1987 in Belgrad) ist ein serbischer ehemaliger Fußballspieler, der auch im Besitz der niederländischen Staatsbürgerschaft ist.

## Karriere
Maletić wechselte von der Jugend von Vitesse Arnhem zum BK Frem København nach Dänemark. In der darauf folgenden Spielzeit zog es ihn nach Malmö zum schwedischen Drittligisten IF Limhamn Bunkeflo. Ein Jahr später folgte ein Wechsel nach Bosnien, wo er je eine Saison lang für die Erstligisten FK Kozara Gradiška und NK Čelik Zenica spielte. Zu Beginn der Saison 2013/14 wechselte Maletic zu den Stuttgarter Kickers, allerdings löste der Abwehrspieler seinen Vertrag, nach nur zwei Spielen für die Kickers, am 24. Januar auf.

## Sonstiges
Stefan Maletićs jüngerer Bruder Marko (* 1993) ist ebenfalls Fußballprofi und spielt zurzeit beim FC Dordrecht.